# Barrage Lebna
Le barrage Lebna (arabe : سد لبنة) est un barrage tunisien inauguré en 1986, sur l'oued Lebna, à sept kilomètres au sud-ouest de Menzel Temime.
L'oued Lebna, dont le lit bien marqué est d'environ 60 m (ce qui est large pour la Tunisie), draine un bassin versant d'environ 200 km2 d'eaux de ruissellement que le barrage permet de stocker.
Situé à 42 m au-dessus du niveau de la mer, le barrage dispose d'une capacité maximale de 24,7 millions de mètres cubes, l'apport annuel moyen étant de 21,645 millions de mètres cubes.
Le barrage Lebna est désigné site Ramsar le 7 novembre 2007, non seulement d'importance nationale, mais aussi internationale, en raison du type et du nombre d'oiseaux qui y résident ou migrent. Toute la surface du barrage constitue une zone importante pour la conservation des oiseaux (TN012) de 1 000 hectares classée au niveau international.